# Martin Roy Cheek
Dr. Martin Roy Cheek (1960) es un taxónomo botánico inglés especialista en el género de planta carnívora Nepenthes, en Kew Gardens.

## Biografía
En 1981, obtuvo por la Universidad de Reading, el B.Sc., y en 1983 el M.Sc.. Defendió su tesis de Ph.D. por la Universidad de Oxford en 1989.
Cheek ha descrito varias nuevas especies de Nepenthes , mayormente con Matthew Jebb. Cheek y Jebb también se plantearon a N. macrophylla al rango de especies Cheek y Jebb han revisado el género en dos monografías: "A skeletal revision of Nepenthes (Nepenthaceae)" (1997) y "Nepenthaceae" (2001).
Sus investigaciones están en el documental The Mists of Mwanenguba.
- La abreviatura «Cheek» se emplea para indicar a Martin Roy Cheek como autoridad en la descripción y clasificación científica de los vegetales.[5]